# Fußball-Weltmeisterschaft 2018/Russland

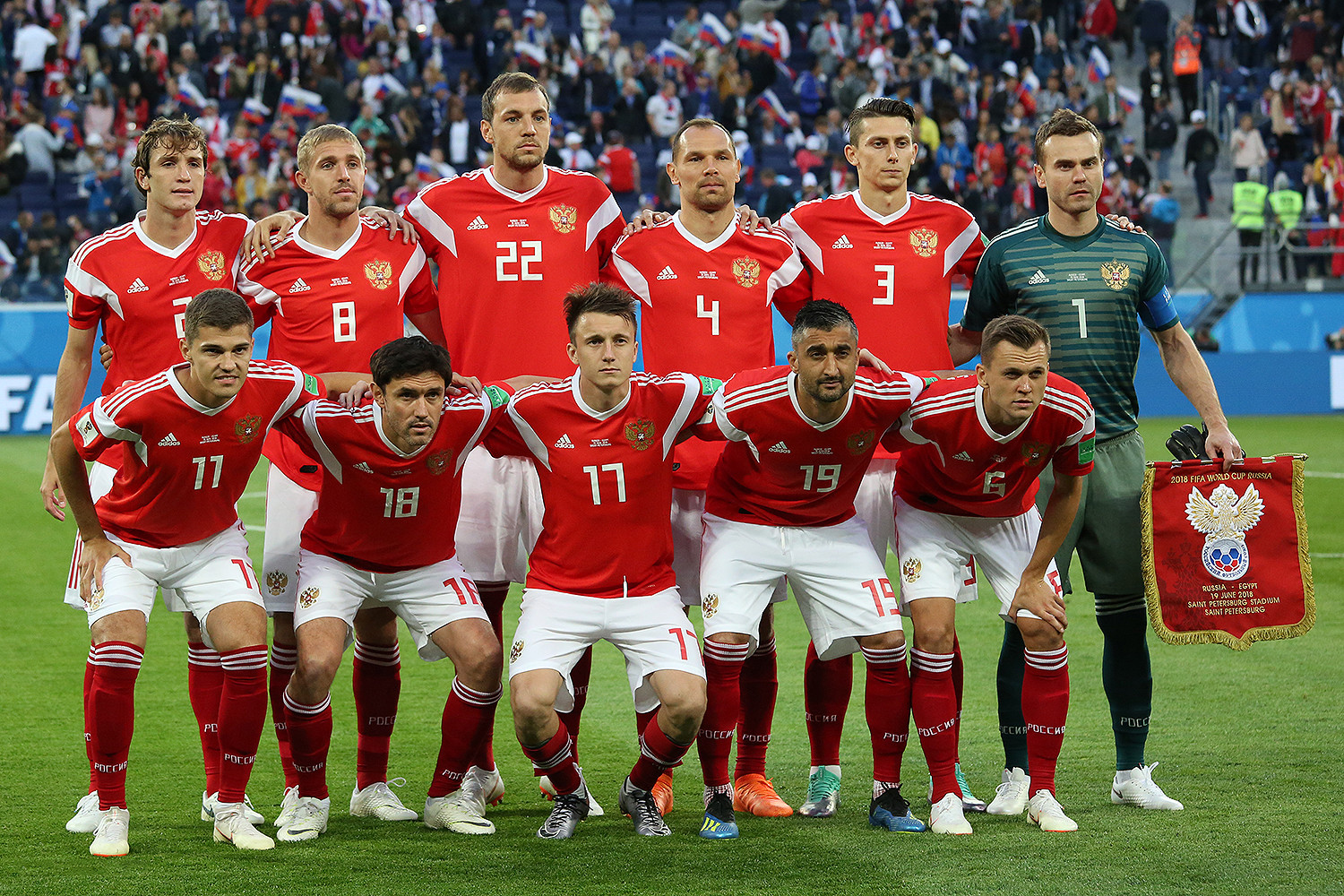
Die russische Nationalmannschaft vor ihrem Gruppenspiel gegen Ägypten.

Dieser Artikel behandelt die russische Fußballnationalmannschaft bei der Fußball-Weltmeisterschaft 2018. Russland nahm zum vierten Mal an der Endrunde und zum ersten Mal als Gastgeber teil. 

## Qualifikation
Die russische Mannschaft ist als Gastgeber automatisch für die Endrunde qualifiziert, nachdem Russland sich am  2. Dezember 2010 gegen die Gemeinschaftsbewerbungen von Spanien und Portugal, der Niederlande und Belgien sowie die Bewerbung von England durchgesetzt hatte.

## Vorbereitung
Da die russische Mannschaft keine Qualifikationsspiele zu bestreiten hatte, wurden spätestens nach dem Vorrundenaus bei der EM 2016, nach der Stanislaw Tschertschessow das Traineramt übernommen hatte, alle Freundschaftsspiele im Hinblick auf die WM 2018 bestritten. Dabei traten die Russen gegen Mannschaften aller letztlich bei der WM vertretenen Konföderationen an und waren zudem Gastgeber beim FIFA-Konföderationen-Pokal 2017, wo mit Neuseeland auch ein Vertreter der bei der WM nicht vertretenen ozeanischen Konföderation als Gegner antrat. Zwischen EM-Endrunde und Konföderationen-Pokal bestritten die Russen neun Spiele, von denen je drei gewonnen wurden, remis endeten und verloren wurden. Beim Konföderationen-Pokal konnten die Russen nur das Eröffnungsspiel gegen Neuseeland gewinnen, verloren dann aber gegen Europameister Portugal und Mexiko, so dass sie die K.-o.-Runde verpassten.

### Spiele nach dem Konföderationen-Pokal
| Datum             | Ergebnis | Gegner      | Austragungsort   | Russische Torschützen                                                        |
| ----------------- | -------- | ----------- | ---------------- | ---------------------------------------------------------------------------- |
| 7. Oktober 2017   | 4:2      | Südkorea    | Moskau           | Fjodor Smolow (44.), Eigentore Südkorea (55., 57.), Alexei Mirantschuk (83.) |
| 10. Oktober 2017  | 1:1      | Iran        | Kasan            | Dmitri Polos (74.)                                                           |
| 11. November 2017 | 0:1      | Argentinien | Moskau           |                                                                              |
| 14. November 2017 | 3:3      | Spanien     | Sankt Petersburg | Fjodor Smolow (41., 70.), Alexei Mirantschuk (51.)                           |
| 23. März 2018     | 0:3      | Brasilien   | Moskau           |                                                                              |
| 27. März 2018     | 1:3      | Frankreich  | Sankt Petersburg | Fjodor Smolow (68.)                                                          |
| 30. Mai 2018      | 0:1      | Österreich  | Innsbruck        |                                                                              |
| 5. Juni 2018      | 1:1      | Türkei      | Moskau           | Alexander Samedow (35.)                                                      |

### Quartier
Teamquartier war das „Föderationszentrum für das Training von Sportmannschaften «Nowogorsk»“ (russisch Федеральный центр спортивной подготовки сборных команд УТЦ «Новогорск», „Federal Sports Centre Novogorsk“)  in Chimki (Mikrorajon Nowogorsk)  bei Moskau, wo die Mannschaft auch trainierte.

## Kader
Am 11. Mai wurde ein vorläufiger Kader benannt, der noch auf 23 Spieler reduziert werden musste. Sechs Spieler standen bereits im Kader für die WM 2014, wovon aber nur vier Spieler zum Einsatz kamen. Am 14. Mai wurde Ruslan Kambolow aufgrund einer Verletzung durch Sergei Ignaschewitsch ersetzt. Der endgültige Kader wurde am 3. Juni präsentiert. Gestrichen wurden Soslan Dschanajew (Tor), Roman Neustädter, Konstantin Rausch, Alexander Taschajew und Fjodor Tschalow.
| Pos.       | Nr.     | Name                                 | Verein                 | Länderspiel- einsätze | Länderspiel- tore | Geburtstag | Debüt | Letzter Einsatz | Anzahl der Spiele | Tor | Gelbe Karte | Gelb-Rote Karte | Rote Karte | WM-Teilnahmen | WM-Spiele (vor 2018) | WM-Tore (vor 2018) |
| ---------- | ------- | ------------------------------------ | ---------------------- | --------------------- | ----------------- | ---------- | ----- | --------------- | ----------------- | --- | ----------- | --------------- | ---------- | ------------- | -------------------- | ------------------ |
| Tor        | 01      | Igor Akinfejew (AKINFEEV)            | ZSKA Moskau            | 106                   | 0                 | 08.04.1986 | 2004  | 05.06.2018      | 5                 |     |             |                 |            | 2014          | 3                    | 0                  |
| Tor        | 20      | Wladimir Gabulow (GABULOV)           | FC BrüggeM             | 10                    | 0                 | 19.10.1983 | 2007  | 25.03.2013      |                   |     |             |                 |            |               |                      |                    |
| Tor        | 12      | Andrei Lunjow (LUNEV)                | Zenit Sankt Petersburg | 03                    | 0                 | 13.11.1991 | 2017  | 27.03.2018      |                   |     |             |                 |            |               |                      |                    |
| Abwehr     | 14      | Wladimir Granat (GRANAT)             | Rubin Kasan            | 12                    | 01                | 22.05.1987 | 2013  | 30.05.2018      | 1                 |     |             |                 |            | 2014          | 0                    | 0                  |
| Abwehr     | 04      | Sergei Ignaschewitsch* (IGNASHEVICH) | ZSKA Moskau            | 122                   | 08                | 14.07.1979 | 2002  | 05.06.2018      | 5                 |     |             |                 |            | 2014          | 3                    | 0                  |
| Abwehr     | 13      | Fjodor Kudrjaschow (KUDRIASHOV)      | Rubin Kasan            | 18                    | 0                 | 05.04.1987 | 2016  | 05.06.2018      | 4                 |     |             |                 |            |               |                      |                    |
| Abwehr     | 03      | Ilja Kutepow (KUTEPOV)               | Spartak Moskau         | 07                    | 0                 | 29.07.1993 | 2016  | 05.06.2018      | 5                 |     | 1           |                 |            |               |                      |                    |
| Abwehr     | 05      | Andrei Semjonow (SEMENOV)            | Achmat Grosny          | 06                    | 0                 | 24.03.1989 | 2014  | 24.03.2017      |                   |     |             |                 |            | 2014          | 0                    | 0                  |
| Abwehr     | 23      | Igor Smolnikow (SMOLNIKOV)           | Zenit Sankt Petersburg | 27                    | 0                 | 08.08.1988 | 2013  | 05.06.2018      | 1                 |     | 1           | 1               |            |               |                      |                    |
| Abwehr     | 02      | Mário Fernandes (FERNANDES)          | ZSKA Moskau            | 06                    | 0                 | 19.09.1990 | 2017  | 05.06.2018      | 5                 | 1   |             |                 |            |               |                      |                    |
| Mittelfeld | 08      | Juri Gasinski (GAZINSKII)            | FK Krasnodar           | 06                    | 0                 | 20.07.1989 | 2016  | 05.06.2018      | 4                 | 1   | 2           |                 |            |               |                      |                    |
| Mittelfeld | 17      | Alexander Golowin (GOLOVIN)          | ZSKA Moskau            | 19                    | 02                | 30.05.1996 | 2015  | 05.06.2018      | 4                 | 1   | 1           |                 |            |               |                      |                    |
| Mittelfeld | 09      | Alan Dsagojew (DZAGOEV)              | ZSKA Moskau            | 59                    | 09                | 17.06.1990 | 2008  | 05.06.2018      | 2                 |     |             |                 |            | 2014          | 3                    | 0                  |
| Mittelfeld | 21      | Alexander Jerochin (EROKHIN)         | Zenit Sankt Petersburg | 17                    | 0                 | 13.10.1989 | 2016  | 27.03.2018      | 2                 |     |             |                 |            |               |                      |                    |
| Mittelfeld | 18      | Juri Schirkow (ZHIRKOV)              | Zenit Sankt Petersburg | 84                    | 02                | 20.08.1983 | 2005  | 05.06.2018      | 3                 |     |             |                 |            | 2014          | 1                    | 0                  |
| Mittelfeld | 07      | Daler Kusjajew (KUZIAEV)             | Zenit Sankt Petersburg | 06                    | 0                 | 15.01.1993 | 2017  | 05.06.2018      | 5                 |     |             |                 |            |               |                      |                    |
| Mittelfeld | 11      | Roman Sobnin (ZOBNIN)                | Spartak Moskau         | 12                    | 0                 | 11.02.1994 | 2015  | 05.06.2018      | 5                 |     | 1           |                 |            |               |                      |                    |
| Mittelfeld | 19      | Alexander Samedow (SAMEDOV)          | Spartak Moskau         | 48                    | 07                | 19.07.1984 | 2011  | 05.06.2018      | 5                 |     |             |                 |            | 2014          | 3                    | 0                  |
| Mittelfeld | 16      | Anton Mirantschuk (MIRANCHUK AN.)    | Lokomotive MoskauM     | 06                    | 0                 | 17.10.1995 | 2017  | 05.06.2018      |                   |     |             |                 |            |               |                      |                    |
| Mittelfeld | 06      | Denis Tscheryschew (CHERYSHEV)       | FC Villarreal          | 11                    | 0                 | 26.12.1990 | 2012  | 30.05.2018      | 5                 | 4   |             |                 |            |               |                      |                    |
| Sturm      | 22      | Artjom Dsjuba (DZYUBA)               | Arsenal Tula           | 23                    | 11                | 22.08.1988 | 2011  | 30.05.2018      | 5                 | 3   |             |                 |            |               |                      |                    |
| Sturm      | 15      | Alexei Mirantschuk (MIRANCHUK AL.)   | Lokomotive MoskauM     | 18                    | 04                | 17.10.1995 | 2015  | 05.06.2018      | 1                 |     |             |                 |            |               |                      |                    |
| Sturm      | 10      | Fjodor Smolow (SMOLOV)               | FK Krasnodar           | 32                    | 12                | 09.02.1990 | 2012  | 05.06.2018      | 5                 |     | 1           |                 |            |               |                      |                    |
| Trainer    | Trainer | Stanislaw Tschertschessow            |                        | 49                    | 0                 | 02.09.1963 | 2016  |                 | 5                 |     |             |                 |            | 1994          | 1                    | 0                  |

1. ↑  Nummern gemäß offizieller Kaderliste (Memento des Originals vom 5. Juni 2018 im Internet Archive)  Info: Der Archivlink wurde automatisch eingesetzt und noch nicht geprüft. Bitte prüfe Original- und Archivlink gemäß Anleitung und entferne dann diesen Hinweis.
2. ↑    - = Der Spieler ist Rekordnationalspieler Russlands (in Klammern = Trikotname)
3. ↑  M = Meister im WM-Jahr
4. ↑  8 als Torwart für die Sowjetunion, 2 für die GUS und 39 für Russland

Quelle Positionen: Football Union of Russia, Quelle Einsätze und Tore vor Turnierbeginn: eu-football.info

## Endrunde

### Gruppenauslosung
Für die Auslosung der Qualifikationsgruppen am 1. Dezember war Russland Topf 1 zugeordnet und als Gruppenkopf der Gruppe A gesetzt. Die Russen konnten daher nicht gegen Weltmeister Deutschland, Rekordweltmeister Brasilien, Vizeweltmeister Argentinien oder Europameister Portugal gelost werden. Zugelost wurden den Russen Rekord-Afrikameister Ägypten, Saudi-Arabien und Ex-Weltmeister Uruguay. Auf keine der drei Mannschaften traf Russland bei den drei vorherigen Teilnahmen 1994, 2002 und 2014. Gegen die Ägypter spielte Russland noch nie. Die Vorgängermannschaft Sowjetunion spielte aber 1955 dreimal gegen Ägypten und gewann alle Spiele. Zudem gab es 1988 zwei Siege der sowjetischen Olympiamannschaft. Gegen Uruguay bestritten die Russen erst ein Freundschaftsspiel, das 1:1 endete. Die UdSSR spielte bei der WM 1962 in der Vorrunde gegen Uruguay und gewann 2:1. Bei der WM 1970 schied die UdSSR im Viertelfinale mi 0:1 n. V. gegen Uruguay aus. Zudem gab vier Siege in Freundschaftsspielen. Gegen Saudi-Arabien gab es nur ein Freundschaftsspiel, das die Russen mit 2:4 verloren.
Das Gruppenspiel in Samara ist für die Russen das erste Spiel in dieser Stadt.

### Spiele der Gruppenphase / Gruppe A
| Pl. | Land          | Sp. | S | U | N | Tore    | Diff. | Punkte |
| --- | ------------- | --- | - | - | - | ------- | ----- | ------ |
| 1.  | Uruguay       | 3   | 3 | 0 | 0 | 005:000 | +5    | 09     |
| 2.  | Russland      | 3   | 2 | 0 | 1 | 008:400 | +4    | 06     |
| 3.  | Saudi-Arabien | 3   | 1 | 0 | 2 | 002:700 | −5    | 03     |
| 4.  | Ägypten       | 3   | 0 | 0 | 3 | 002:600 | −4    | 0      |

| Do., 14. Juni 2018, 18:00 Uhr (17:00 Uhr MESZ) in Moskau (Olympiastadion Luschniki) |   |               |           |                                                                 |
| Russland                                                                            | – | Saudi-Arabien | 5:0 (2:0) | 12′ Gasinski, 43, 90+1′ Tscheryschew, 71′ Dsjuba, 90+4′ Golowin |
| Di., 19. Juni 2018, 21:00 Uhr (20:00 Uhr MESZ) in Sankt Petersburg                  |   |               |           |                                                                 |
| Russland                                                                            | – | Ägypten       | 3:1 (0:0) | 47.′ Fathi, 59.′ Tscheryschew, 62.′ Dsjuba                      |
| Mo., 25. Juni 2018, 18:00 Uhr (16:00 Uhr MESZ) in Samara                            |   |               |           |                                                                 |
| Uruguay                                                                             | – | Russland      | 3:0 (2:0) | 23.′ Tscheryschew                                               |

### Spiele der K.-o.-Runde
Nachdem die beiden ersten Spiele sowohl von Russland als auch Uruguay gewonnen wurden, standen beide im Achtelfinale. Durch die Niederlage gegen Uruguay wurde Russland Gruppenzweiter und traf am 1. Juli in Moskau auf Ex-Weltmeister Spanien.
| Do., 1. Juli 2018, 17:00 Uhr (16:00 Uhr MESZ) in Moskau (Olympiastadion Luschniki) |   |          |                                 |                                           |
| Spanien                                                                            | – | Russland | 1:1 n. V. (1:1, 1:1), 3:4 i. E. | 11.′ Ignaschewitsch, 41./Elfmeter′ Dsjuba |
| Sa., 7. Juli 2018, 21:00 Uhr (20:00 Uhr MESZ) in Sotschi (Olympiastadion Sotschi)  |   |          |                                 |                                           |
| Russland                                                                           | – | Kroatien | 2:2 n. V. (1:1, 1:1), 3:4 i. E. | 31.′ Tscheryschew, 115.′ Fernandes        |